# Pleurotrocha petromyzon
Pleurotrocha petromyzon ist eine Art aus der Gattung Pleurotrocha aus dem Stamm der Rädertierchen (Rotatoria).

## Beschreibung
Die Tiere werden 220 bis 280 µm groß, gut ernährte Riesenformen werden 450 bis 480 µm lang. Sie besitzen einen weichen Körper und einen Fuß, der ein Viertel der Gesamtlänge ausmacht. Das Gehirn besitzt ein Auge, aber keine Gehirndrüsen.

### Ernährungsweise
Pleurotrocha petromyzon ist ein Aasfresser, die Tiere fressen tote Wasserflöhe bis auf den Panzer auf.

## Verbreitung
Die Art ist auf Wasserflöhen, Wasserasseln sowie Glockentierchen-Kolonien zu finden. Im Schlamm verschmutzter Flüsse finden sich oft Riesenexemplare.